# 各務元峯
各務 元峯（かがみ もとみね、元亀3年（1572年） - 慶長13年10月15日（1608年11月22日））は、戦国時代から安土桃山時代にかけての武将。美作津山藩家老。高田城代。

## 経歴
美濃各務氏当主で、森家家臣各務元正の長男。通称は四郎兵衛。正室は林為忠の娘。子は各務利峯。弟は各務正休。従兄弟に各務正保。
森忠政に仕え、禄高は森家家臣筆頭の8000石で高田城代を勤める。慶長13年、大谷村石山の石切場で同僚の小沢彦八と喧嘩になり彦八を殺害、仲裁に入った細野左兵衛も元峯の家臣に殺害される事件を起こし、その責任を取って翌日に切腹した。話を聞いた忠政は喧嘩両成敗で3家の家禄を没収した。後に、孫の各務正直が2000石で召し出された。玄孫の清右衛門は藩主家に養子入りし赤穂藩第3代藩主森長生となった。